# Томас, Дональд (легкоатлет)
До́нальд То́мас (англ. Donald Thomas; 1 июля 1984, Фрипорт) — багамский легкоатлет, специализирующийся в прыжках в высоту. Чемпион мира 2007 года, участник 4 Олимпийских игр (2008, 2012, 2016, 2020).

## Карьера
Первоначально Дональд Томас занимался не лёгкой атлетикой, а баскетболом, выступая за команду университета Линденвуд. В 2006 году Томас случайно попробовал себя в прыжках в высоту и сразу же преодолел планку на отметке 2.21. В том же году он стал вторым на чемпионате Багамских островов и четвёртым на Играх Содружества, показав результат 2.23.
2007 год оказался для багамце невероятно успешным. Еще зимой, в помещении он впервые преодолел высоту 2.30, а летом установил лучший результат сезона в мире на состязаниях в Саламанке (2.35). Аналогичный результат Томас показал на чемпионате мира в Осаке. При этом по попыткам он смог обойти своих более опытных и именитых соперников и стал чемпионом мира всего через полтора года начала занятий прыжками в высоту.
На пекинскую Олимпиаду Томас приехал в качестве действующего чемпиона мира и одного из фаворитов. В квалификации он смог преодолеть лишь высоту 2.20 и не смог отобраться в финальные соревнования. Аналогичным провалом завершился для Томаса и берлинский чемпионат мира.
В 2010 году багамский спортсмен выиграл Игры Содружества, которые проходили в Дели, а через год и Панамериканские игры, оба раза с результатом 2.32. Но на чемпионате мира в Тэгу Томас довольствовался лишь попаданием в финал, где взял лишь начальную высоту 2.20 и стал 11-м.
На Олимпиаде в Лондоне Томас вновь выступил неудачно. Лишь с третьей попытки он взял начальную высоту квалификации — 2.16. А уже на высоте 2.21 багамский атлет не смог преодолеть планку и завершил выступления на тридцатой позиции.
На чемпионате мира 2013 года в Москве Томас не только преодолел квалификацию, но и показал достойный результат в финальных соревнованиях, прыгнув на 2.32, что принесло ему шестое итоговое место.
Знаменосец сборной Багам на церемонии открытия Олимпийских игр 2020 года в Токио.
На Играх Содружества 2022 года в Бирмингеме в возрасте 38 лет занял 4-е место с результатом 222 см, уступив бронзовому призёру только по попыткам.